# (2′R,3′R)-Methyl-2,3-O-(2′,3′-dimethoxybutan-2′,3′-diyl)-α-D-glucopyranosid
(2′R,3′R)-Methyl-2,3-O-(2′,3′-dimethoxybutan-2′,3′-diyl)-α-D-glucopyranosid ist eine chemische Verbindung, die sich von der Glucose ableitet. Es ist als Zwischenprodukt in der organischen Synthese von Bedeutung.

## Gewinnung und Darstellung

### Nach Nepogodiev et al. 2007
Das Edukt Methyl-α-D-glucopyranosid wird zum Acetal umgesetzt, indem man es mit 10 mol% Camphersulfonsäure, 1,1 Äquivalenten Orthoameisensäuretrimethylester und 2,3 Äquivalenten Diacetyl in 20 mL pro g Edukt Methanol 18 h zum Rückfluss erhitzt. Dabei entsteht zunächst ein Produktgemisch aus solchem Diacetal 2a [(2′S,3′S)-Methyl-3,4-O-(2′,3′-dimethoxybutan-2′,3′-diyl)-α-D-glucopyranosid], welches über die Sauerstoffatome in 3- und 4-Position verbrückt ist und solchem, bei dem die Diacetal-Brücke zwischen den Positionen 2 und 3 liegt (2b, Produkt). Die beiden Produkte liegen in etwa gleichen Mengen vor und sind schwer voneinander zu separieren. Die Autoren Nepogodiev et al. schlugen zur Separation eine Tritylierung des Produktgemisches (nach erster grober Reinigung) vor, welche bei dafür üblichen Bedingungen (1 Äquivalent Tritylchlorid in Pyridin bei 40 °C für 18 h) bei beiden Produkten regioselektiv in der 6-Position abläuft. Das so gebildete Produktgemisch aus tritylierten Glucosid-Diacetalen (3a und 3b) lässt sich durch Säulenchromatographie mit einem Eluentengradient aus Petrolether:Ethylacetat 8:2 → 1:1 auftrennen, wobei 3b zuerst eluiert und erst später 3a. Danach kann wieder detrityliert werden, indem die Produkte jeweils für 72 h in Methanol mit 1,1 Äquivalenten Pyridinium-para-toluolsulfonat erwärmt werden.

### Reinigung
Säulenchromatographie mit einem Eluent aus Dichlormethan:Methanol 9:1 (Nur anwendbar, wenn die beiden Produkte bereits voneinander getrennt wurden; dann zur weiteren Reinigung). Ebenfalls möglich ist ein Eluentengradient aus Toluol:Ethylacetat 1:1 → 3:7.